# Pedralbes
Pedralbes este un cartier din districtul 4, Les Corts, al orașului Barcelona.